# Terapòntids
Els terapòntids (Terapontidae) són una família de peixos de l'ordre dels perciformes. Del grec tera, -atos (cosa estranya, monstre) + grec pontios, -a (marí, pertanyent a la mar).
Viuen a la conca Indo-Pacífica.
Segons l'espècie en qüestió, poden ésser peixos marins, d'aigua salabrosa o dolça, els quals habiten les aigües tropicals i subtropicals de fons sorrencs i fangosos des de la zona intermareal fins als 100 m de fondària.
Les larves i els ous són pelàgics.
Es nodreixen de peixos, insectes, algues i invertebrats que viuen a la sorra.

## Morfologia
L'espècie més grossa assoleix el 80 cm de llargària màxima. Cos oblong i lleugerament comprimit. Opercle amb dues espines. Aleta dorsal amb 11-13 espines i 9-11 radis tous. Aleta anal amb 3 espines i 7-10 radis tous. Les aletes pelvianes, amb 1 espina i 5 radis tous, s'insereixen darrere de la base de les pectorals. L'aleta caudal arrodonida i amb 15 radis. Línia lateral ininterrompuda i arribant a l'aleta caudal. 25-27 vèrtebres. Bufeta natatòria dividida en dues cambres.

## Gèneres i espècies
- Gènere Amniataba (Whitley, 1943)[4]
  - Amniataba affinis (Mees & Kailola, 1977).
  - Amniataba caudavittata (Richardson, 1845)
  - Amniataba percoides (Günther, 1864)
- Gènere Bidyanus (Whitley, 1943)[5]
  - Bidyanus bidyanus (Mitchell, 1838)
  - Bidyanus welchi (McCulloch & Waite, 1917)
- Gènere Hannia (Vari, 1978)[6]
  - Hannia greenwayi (Vari, 1978)
- Gènere Helotes
  - Helotes qinglanensis (Sun, 1991)
- Gènere Hephaestus (De Vis, 1884)[7]
  - Hephaestus adamsoni (Trewavas, 1940)
  - Hephaestus carbo (Ogilby & McCulloch, 1916)
  - Hephaestus epirrhinos (Vari & Hutchins, 1978)
  - Hephaestus fuliginosus (Macleay, 1883)
  - Hephaestus habbemai (Weber, 1910)
  - Hephaestus jenkinsi (Whitley, 1945)
  - Hephaestus komaensis (Allen & Jebb, 1993)
  - Hephaestus lineatus (Allen, 1984)
  - Hephaestus obtusifrons (Mees & Kailola, 1977)
  - Hephaestus raymondi (Mees & Kailola, 1977)
  - Hephaestus roemeri (Weber, 1910)
  - Hephaestus transmontanus (Mees & Kailola, 1977)
  - Hephaestus trimaculatus (Macleay, 1883)
  - Hephaestus tulliensis (De Vis, 1884)
- Gènere Lagusia (Vari, 1978)[6]
  - Lagusia micracanthus (Bleeker, 1860)
- Gènere Leiopotherapon (Fowler, 1931)[8]
  - Leiopotherapon aheneus (Mees, 1963)
  - Leiopotherapon macrolepis (Vari, 1978)
  - Leiopotherapon plumbeus (Kner, 1864)
  - Leiopotherapon unicolor (Günther, 1859)
- Gènere Mesopristes (Bleeker, 1872)[9]
  - Mesopristes argenteus (Cuvier, 1829)
  - Mesopristes cancellatus (Cuvier, 1829)
  - Mesopristes elongatus (Guichenot, 1866)
  - Mesopristes iravi (Yoshino, Yoshigou & Senou, 2002)[10]
  - Mesopristes kneri (Bleeker, 1876)
- Gènere Pelates (Cuvier, 1829)[11]
  - Pelates octolineatus (Jenyns, 1840)
  - Pelates quadrilineatus (Bloch, 1790)
  - Pelates sexlineatus (Quoy i Gaimard, 1825)
- Gènere Pelsartia (Whitley, 1943)[4]
  - Pelsartia humeralis (Ogilby, 1899)
- Gènere Pingalla (Whitley, 1955)[12]
  - Pingalla gilberti (Whitley, 1955)
  - Pingalla lorentzi (Weber, 1910)
  - Pingalla midgleyi (Allen & Merrick, 1984)
- Gènere Rhynchopelates (Fowler, 1931)[8]
  - Rhynchopelates oxyrhynchus (Temminck i Schlegel, 1842)
- Gènere Scortum (Whitley, 1943)[4]
  - Scortum barcoo (McCulloch & Waite, 1917)
  - Scortum hillii (Castelnau, 1878)
  - Scortum neili (Allen, Larson & Midgley, 1993)
  - Scortum ogilbyi (Whitley, 1951)
  - Scortum parviceps (Macleay, 1883)
- Gènere Syncomistes (Vari, 1978)[6]
  - Syncomistes butleri (Vari, 1978)
  - Syncomistes kimberleyensis (Vari, 1978)
  - Syncomistes rastellus (Vari & Hutchins, 1978)
  - Syncomistes trigonicus (Vari, 1978)
- Gènere Terapon (Cuvier, 1816)[13]
  - Terapon jarbua (Forsskål, 1775)
  - Terapon puta (Cuvier, 1829)
  - Terapon theraps (Cuvier, 1829)
- Gènere Variichthys (abans Varia) (Allen, 1993)[14]
  - Variichthys jamoerensis (Mees, 1971)
  - Variichthys lacustris (Mees & Kailola, 1977)[15][16][17][18][19][20][21]